# Twist and Shout
«Twist and Shout» (с англ. — «Вертись и кричи») — песня, написанная американскими авторами Филом Медли (Phil Medley) и Бертом Расселом (Bert Russell). Изначально песня называлась «Shake It Up, Baby» и была впервые исполнена группой Top Notes. Впоследствии песня многократно перепевалась, в том числе группами The Isley Brothers, The Beatles и The Who.

## Версия Top Notes
В 1961 году, после того, как Фил Спектор стал штатным продюсером на студии Atlantic Records, его попросили спродюсировать сингл «Shake It Up, Baby» для подающей надежды группы Top Notes (иногда название пишется также и как Topnotes). Это было ещё до того, как Спектор стал применять свою технику «стены звука», поэтому записи недоставало той энергии, которую группа демонстрировала на своих живых выступлениях. Одному из создателей песни, Берту Расселлу, показалось, что Спектор просто «убивает» песню, поэтому он отказался от дальнейшего сотрудничества с продюсером.

## Версия The Isley Brothers
Когда группа The Isley Brothers в 1962 году решила записать эту песню, Расселл решил продюсировать её самостоятельно. Результат был весьма удачным, песня стала первым хитом группы, вошедшим в двадцатку чарта Billboard Hot 100. Данная запись послужила популяризации песни среди ритм-н-блюзовых исполнителей и появлению новых кавер-версий.

## Версия The Beatles
Песня стала частью концертного репертуара группы ещё в 1962 году. Первая версия песни была записана для радиошоу BBC 27 ноября 1962 года, однако, впоследствии она была утеряна.
Версия, вышедшая на первом студийном альбоме группы, была записана 11 февраля 1963 года в студии «Эбби—Роуд» в самом конце марафонской записи, в течение которой группа записала 10 песен. Продюсер Джордж Мартин понимал, что вокалу Леннона придётся тяжело, поэтому оставил песню на самый конец сессии. Когда участники группы приступили к записи, в их распоряжении оставалось лишь 15 минут из заранее заказанного студийного времени.
В день записи Леннон страдал от простуды и в течение сессии постоянно пил молоко и рассасывал таблетки от кашля, чтобы смягчить горло: именно поэтому его вокал в песне звучит хрипловато, а в самом её конце даже слышен его кашель. Позднее он отмечал, что ещё долго впоследствии его голос не был в настолько же плачевном состоянии, а также, что при каждом глотательном движении он словно чувствовал в горле наждачную бумагу.
После записи первого дубля была сделана попытка записи второго, однако, голос Леннона окончательно сел, и от повтора отказались.
В записи участвовали:
- Джон Леннон — основной вокал, ритм-гитара;
- Пол Маккартни — подголоски, бас-гитара;
- Джордж Харрисон — подголоски, соло-гитара;
- Ринго Старр — ударные.

Кроме выхода на первом альбоме группы, песня была опубликована также на первом британском мини-альбоме группы с таким же названием (кроме этой, туда вошли также песни «Do You Want to Know a Secret», «A Taste of Honey» и «There’s a Place»; альбом вышел 12 июля 1963 года). 2 марта 1964 года в США песня вышла в виде сингла с песней «There’s a Place» на стороне «Б». Песня была включена также в американские альбомы группы Introducing… The Beatles и The Early Beatles.
4 ноября 1963 года этой песней «Битлз» завершили своё выступление на музыкальном мероприятии Royal Variety Performance (в присутствии Королевы Елизаветы, наряду с песнями «From Me to You» и «Till There Was You»), при этом Леннон предварил исполнение этой песни следующим комментарием:

Для нашего последнего номера я бы хотел попросить вашей помощи. Люди на дешёвых местах — хлопайте в ладоши. А остальные — бренчите драгоценностями.
Оригинальный текст (англ.) For our last number, I'd like to ask your help. The people in the cheaper seats, clap your hands. And the rest of you, if you'd just rattle your jewelry.

Песня оставалась в концертном репертуаре группы до конца их концертного тура по Северной Америке (в августе 1965 года).
В 1986 году версия «Битлз» вновь обрела популярность (сингл занял 23 позицию в чарте Billboard Hot 100) благодаря её использованию в фильме «Феррис Бьюллер берёт выходной», где её под фонограмму исполняет актёр Мэттью Бродерик. По удачному стечению обстоятельств песня прозвучала и в фильме «Снова в школу», вышедшем всего двумя днями позже предыдущего фильма (здесь песня исполняется Родни Дэнджерфильдом весьма похоже на версию «Битлз»).

## ВерсияThe Tremeloes
В 1962 году британский лейбл Decca Records заключил контракт с группой «Брайан Пул и The Tremeloes», предпочтя их малоизвестным тогда «Битлз», которые участвовали в том же самом прослушивании. По иронии судьбы The Tremeloes не имели успеха в чартах до тех пор, пока сами «Битлз» не популяризировали в Великобритании бит-музыку. Тем не менее, кавер-версия «Twist And Shout», выпущенная группой всего через 4 месяца после появления версии «Битлз», заняла четвёртую позицию в UK Singles Chart.

## Другие кавер-версии
На песню записано большое количество кавер-версий; из наиболее известных можно упомянуть следующие:
- Группа The Searchers записала свою версию для альбома Meet the Searchers в 1963 году.
- Джек Ницше со своим оркестром включил инструментальную версию песни в свой альбом Dance To The Hits of The Beatles (1964).
- В 1965 году группа The Shangri-Las записала свою версию для стороны «Б» сингла Give Him a Great Big Kiss, достигшего 18 позиции в американских чартах.
- Мэй Уэст исполнила эту песню для альбома Way Out West (1966).
- Группа The Mamas & the Papas записала свою версию для альбома The Mamas and the Papas Deliver в 1967 году.
- Чак Берри перепел эту песню для альбома Toronto Rock 'N' Roll Revival 1969 Vol. II.
- Группа The Who неоднократно исполняла эту песню вживую на своих концертах[9]; версию 1982 года можно услышать на «живом» альбоме группы Who’s Last.
- Селин Дион исполняла свою версию песни в течение своего концертного тура «Falling into You Tour» в 1997 году[10].
- Группа The Orchestra (отпочковавшаяся от группы Electric Light Orchestra) записала свою версию для альбома No Rewind (2001).
- Группа Westlife исполняла эту песню в течение концертного тура "The Greatest Hits Tour " (2003).
- Брюс Спрингстин многократно исполнял эту песню вживую (как правило — на бис, поэтому песню в его исполнении можно услышать только на бутлегах).
- Для саундтрека фильма «Пятый в квартете» песня была записана супергруппой, состоящей из Дэйва Грола, Дэйва Пирнера, Тёрстона Мура, Майка Миллза, Грега Далли и Дона Флеминга.
- Группа The Troggs записала попурри, состоящее из песен «Louie Louie», «Hang On Sloopy» и «Twist and Shout».
- Группа The Punkles записала панк-версию песни для своего первого альбома.
- Группа Bon Jovi перепела песню на своём концертном туре «Lost Highway Tour» (2008), а также на своём концерте в Центральном парке.
- Британский рэпер Plan B исполнял эту песню на своём первом живом выступлении в 2008 году.
- Том Джонс исполнил эту песню для альбома Tom Sings the Beatles.
- Майкл Бубле исполнил эту песню в своём концертном туре «Crazy Love» (2010).
- Александр Пушной исполнил метал-кавер этой песни.

## Песня в популярной культуре
- В фильме «Феррис Бьюллер берёт выходной» главный герой устраивает шествие под эту песню. В фильме использовалась версия «Битлз», однако, с дополнительно наложенными на неё духовыми инструментами.
- Песня поётся фанатами и исполняется перед матчами футбольных клубов «Ковентри Сити», «Престон Норт Энд», «Вест Хэм Юнайтед» и «Барнет».
- Песня исполняется в одной из сцен фильма «Стенка на стенку»[11].